# Charles Craig (Leichtathlet)
Charles Craig (* 17. Oktober 1942) ist ein ehemaliger US-amerikanischer Dreispringer.
1967 siegte er bei den Panamerikanischen Spielen in Winnipeg. 
1967 wurde er US-Meister und 1968 mit seiner persönlichen Bestleistung von 16,50 m US-Hallenmeister. 1964 holte er für die California State University, Fresno startend den NCAA-Titel.